# Червен трилиум
Червеният трилиум (Trillium erectum) е вид тревисто многогодишно растение от семейство Melanthiaceae, чийто жизнен цикъл е синхронизиран с този на широколистните гори, където пребивава. Видът е незастрашен от изчезване.

## Разпространение
Видът е ендемит за Източна Канада и източните Съединени щати.

## Описание
Червеният трилиум достига до около 40 cm на височина. Той може да понесе екстремни студове през зимата и да оцелее при температури до -35 °C.
Цветовете са тъмно червени и имат мирис на гниещо месо, тъй като се опрашват от мухи.